# Shuikou, Gutian
Shuikou är en köping i sydöstra Kina. Den ligger i Gutian härad i staden Ningde i provinsen Fujian, omkring 67 kilometer nordväst om provinshuvudstaden Fuzhou. 